# North Hodge
North Hodge es una villa ubicada en la parroquia de Jackson en el estado estadounidense de Luisiana. En el Censo de 2010 tenía una población de 388 habitantes y una densidad poblacional de 218,38 personas por km².

## Geografía
North Hodge se encuentra ubicada en las coordenadas 32°17′1″N 92°43′3″O / 32.28361, -92.71750. Según la Oficina del Censo de los Estados Unidos, North Hodge tiene una superficie total de 1.78 km², de la cual 1.76 km² corresponden a tierra firme y (1.02%) 0.02 km² es agua.

## Demografía
Según el censo de 2010, había 388 personas residiendo en North Hodge. La densidad de población era de 218,38 hab./km². De los 388 habitantes, North Hodge estaba compuesto por el 75.52% blancos, el 19.07% eran afroamericanos, el 0% eran amerindios, el 0% eran asiáticos, el 0% eran isleños del Pacífico, el 1.03% eran de otras razas y el 4.38% pertenecían a dos o más razas. Del total de la población el 2.06% eran hispanos o latinos de cualquier raza.